# Apeadero de Verdoejo
El Apeadeiro de Verdoejo es una interfaz ferroviaria concluida de la Línea de Miño, que servía la localidad de Verdoejo, en el municipio de Valença, en Portugal.

## Historia
Este apeadeiro se situaba en el trozo de la Línea de Miño entre Valença y Lapela, que fue abierto a la explotación en el 15 de junio de 1913.
En los horarios de junio de 1913, esta interfaz poseía la categoría de estación, y era servida por los trenes entrePorto-São Bento y Lapela.